# Мъртвешка глава
 Тази статия е за пеперудата.  За хлебарката вижте Хлебарка Мъртвешка глава.  
Мъртвешката глава (Acherontia atropos) е пеперуда от семейство Sphingidae. Едра, с размах на крилете до 12 cm. Гърдите ѝ са тъмнокафяви, на гръбната страна с шарка в охрав цвят, наподобяваща човешки череп с две бедрени кости под него. Предните криле са тъмнокафяви, задните и коремните – охравожълти. Това е единствената пеперуда, която издава звук (цвърчене). Разпространена е най-вече в Африка и Предна Азия. Когато тръгне от Африка отива към Източна и Централна Европа. Среща се през лятото и в България в две поколения. Гъсениците са хранят с отровните листа на татул, зокум, тютюн и т.н. Пеперудите понякога влизат в кошерите и ядат мед. Хранят се също така и с домати и картофени растения. Размножават се по пролет като снасят малки зелени яйца по картофените растения. Имат непряко развитие като минават през пълна метаморфоза. 